# Hans Olav Sørensen
Hans Olav Sørensen (ur. 16 listopada 1942 w Selbu) – norweski skoczek narciarski. Olimpijczyk (1964), uczestnik mistrzostw świata (1966). Medalista mistrzostw kraju.

## Życiorys
Sørensen wziął udział w Zimowych Igrzyskach Olimpijskich 1964. W konkursie indywidualnym na skoczni normalnej w pierwszej serii skokiem na odległość 76 metrów ustanowił ówczesny rekord olimpijski (wynik ten został poprawiony przez rywali jeszcze w tej samej części zmagań) i zajmował czwartą pozycję. Ostatecznie, po słabszych pozostałych dwóch próbach (w drugiej serii miał 24. wynik, a w trzeciej 10. – pod uwagę brano 2 najlepsze rezultaty z trzech serii) został sklasyfikowany na 8. lokacie.
W 1966 wystartował w mistrzostwach świata rozgrywanych w Oslo. Podobnie jak na igrzyskach w Innsbrucku, także i w tych zawodach wziął udział tylko w konkursie indywidualnym na skoczni normalnej, kończąc te zmagania na 26. pozycji.
W swojej, przypadającej na lata 60. XX wieku, karierze startował w wielu prestiżowych wówczas konkursach – Festiwalu Narciarskim w Holmenkollen (najlepszy wynik zanotował w 1964, gdy był dziewiąty), Igrzyskach Narciarskich w Lahti (w 1964 zajął ósmą lokatę), czy Szwedzkich Igrzyskach Narciarskich. Stawał na podium konkursów Turnieju Szwajcarskiego (29 stycznia 1963 w Sankt Moritz był trzeci) oraz zawodów międzynarodowych w Namsos i Trondheim (w marcu 1966 w obu tych miejscowościach był drugi).
W 1965 zwyciężył w Turnieju Norweskim. Trzykrotnie zajmował miejsca w czołowej dziesiątce konkursów Turnieju Czterech Skoczni (najwyżej, na 5. lokacie, był 29 grudnia 1963 w Oberstdorfie), dwukrotnie plasując się w czołowej dziesiątce klasyfikacji końcowej tej imprezy – w 12. edycji był dziesiąty, a w 14. siódmy. W 1965 zajął 9. pozycję w klasyfikacji końcowej Turnieju Szwajcarskiego.
Trzykrotnie zdobywał medale mistrzostw Norwegii – w 1964 zdobył brązowy medal, a w 1966 srebro na skoczni dużej i brąz na obiekcie normalnym. Ponadto plasował się w czołowej szóstce tej imprezy – w 1965 był 4. na skoczni dużej i 5. na normalnej, a w 1967 6. na obiekcie dużym.

## Igrzyska olimpijskie
| 1964 Innsbruck | – | 8. miejsce (skocznia normalna) |

## Mistrzostwa świata

### Indywidualnie
| 1966 Oslo | – | 26. miejsce (skocznia normalna) |